# Русский той

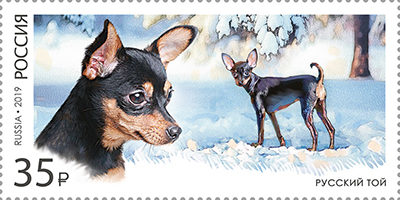
Русский той на почтовой марке России 2019 года

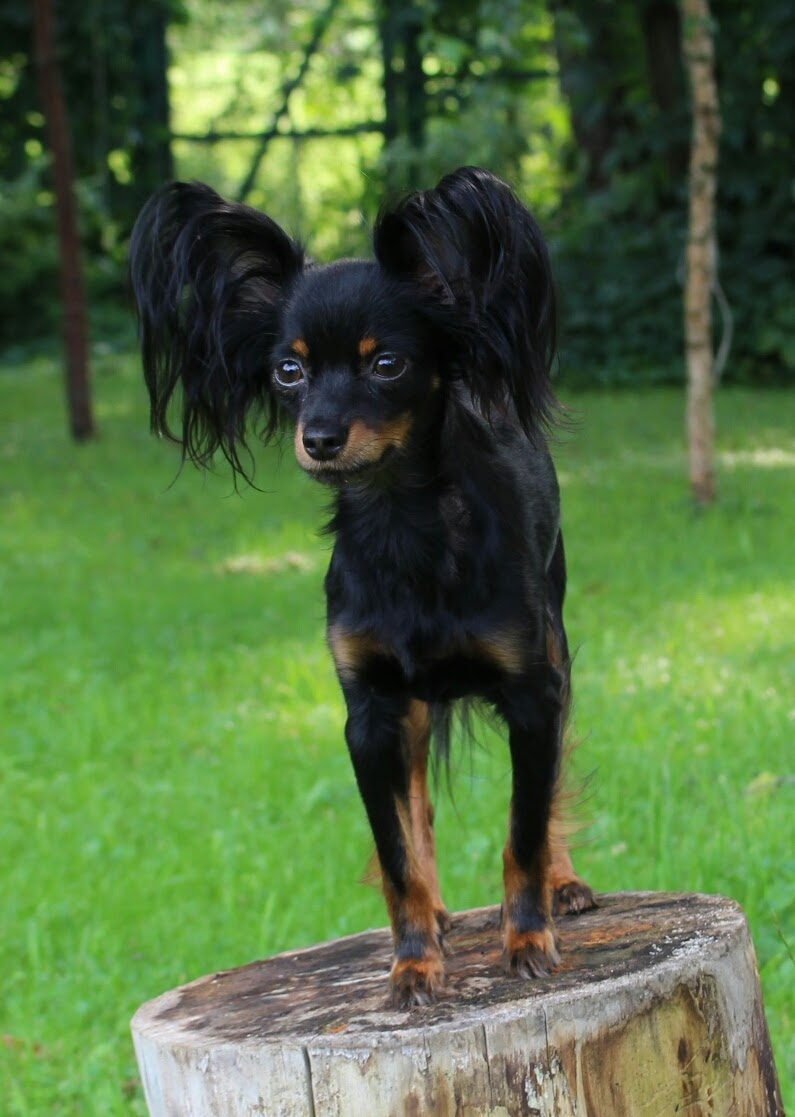
Черно-подпалый русский той длинношёрстной разновидности

Русский той (устаревшее название породы — русский тойтерьер) — порода собак, относящаяся к группе декоративных собак. Существуют гладкошёрстная и длиношёрстная разновидности. Длинношерстные имеют обильные обросшие уши и хвост.

## Происхождение
Порода была получена в Москве. В начале XX века одной из самых популярных декоративных собак в России были английские тойтерьеры, однако в 20—50-е годы их племенное разведение почти не велось, поскольку после Октябрьской Революции, социальные изменения и экономическая ситуация не располагали к разведению мелких декоративных пород, и поголовье собачек сократилось до критического уровня. С середины 50-х годов XX века российские кинологи взялись за создание породы декоративных собак, подобных тойтерьеру.
В середине 50-х годов прошлого века ввоз декоративных пород в СССР был минимальным и нецеленаправленным. Существовавшее поголовье, разводимое на собаках, подчас порочных, коренным образом отличалось от своих собратьев за рубежом. Отечественные гладкошёрстные тойтерьеры были удачным исключением. Удачное смешение небольших по размеру собак советские кинологи закрепили описанием совокупности признаков породной группы.
В результате селекционной работы получили гладкошёрстных собак с фенотипом, отличным от английского тойтерьера по многим принципиальным позициям. В 1958 году от скрещивания двух гладкошёрстных родителей был получен первый длинношёрстный тойтерьер.
В 1996 году в Москве был создан Национальный клуб породы русский тойтерьер. В следующем году клубом была организована первая Всероссийская выставка тойтерьеров.
21 февраля 2006 года на заседании Племенной комиссии Международной кинологической федерации (FCI) было принято решение о признании породы, и её стандарту был присвоен номер 352. По требованию FCI прежние названия пород — московский длинношёрстный тойтерьер и русский гладкошёрстный тойтерьер были заменены на единое название — русский той, включая обе разновидности.
Русский той с 2006 года имел статус условно (временно) признанной породы и не мог претендовать на титул кандидата в интернациональные чемпионы, пока в 2017 году не был признан на постоянной основе. Несмотря на своё маленькое телосложение, русский той ведёт себя очень смело, достойно в любом собачьем коллективе, умело защищает себя и своего хозяина.

## Внешний вид
Маленькая, элегантная собака, подвижная, высоконогая, с тонким костяком и сухой мускулатурой. Половой тип морфологически выражен слабо, однако ярко заметен в поведении.

### Строение
Угол плечелопаточного сочленения около 100°. Конечности высокие, прямые и параллельно поставлены. Предплечья прямые. Голени длинные. Колени округлые, малозаметны. Скакательные суставы сухие и с хорошо выраженными углами, отставленными за линию седалищных бугров. Хвост может купироваться до двух позвонков. Длинная, сухая, красиво изогнутая шея, лёгкая головка клинообразной формы. Черепная часть относительно широкая, округлая. Затылочный бугор и надбровные дуги слабо выражены. Лоб широкий, выпуклый. Переход ото лба к морде резко выражен. Морда сухая, лёгкая, суживающаяся к мочке носа — обычно равна 1/3 длины головы (от мочки носа до затылочного бугра). Мочка носа чёрная или коричневая в зависимости от окраса собаки. Уши стоячие, тонкие, подвижные, высоко поставленные в форме равнобедренного треугольника с относительно острыми или закруглёнными концами. Прикус ножницеобразный.

### Шерсть
Существуют две разновидности русского тоя: гладкошёрстная: шерсть короткая, плотно прилегающая, блестящая, без подшёрстка и залысин;
длинношёрстная: туловище покрыто умеренно длинной (3—5 см.) прямой или слегка волнистой, прилегающей шерстью, не скрывающей естественные контуры тела. Шерсть на голове, передней стороне конечностей короткая и плотно прилегающая. На конечностях с задней стороны чётко выраженные очёсы. На всех лапах удлинённая шелковистая шерсть, полностью скрывающая когти. Уши покрыты густой и длинной шерстью в виде бахромы, являющейся характерным украшением длинношёрстного русского тоя.

### Окрас
Чёрно-подпалый, коричнево-подпалый, голубо-подпалый, лилово-подпалый, палевый, а также рыжий любого оттенка с чёрным или коричневым налётом или без него. Для всех цветов предпочтительны насыщенные оттенки.

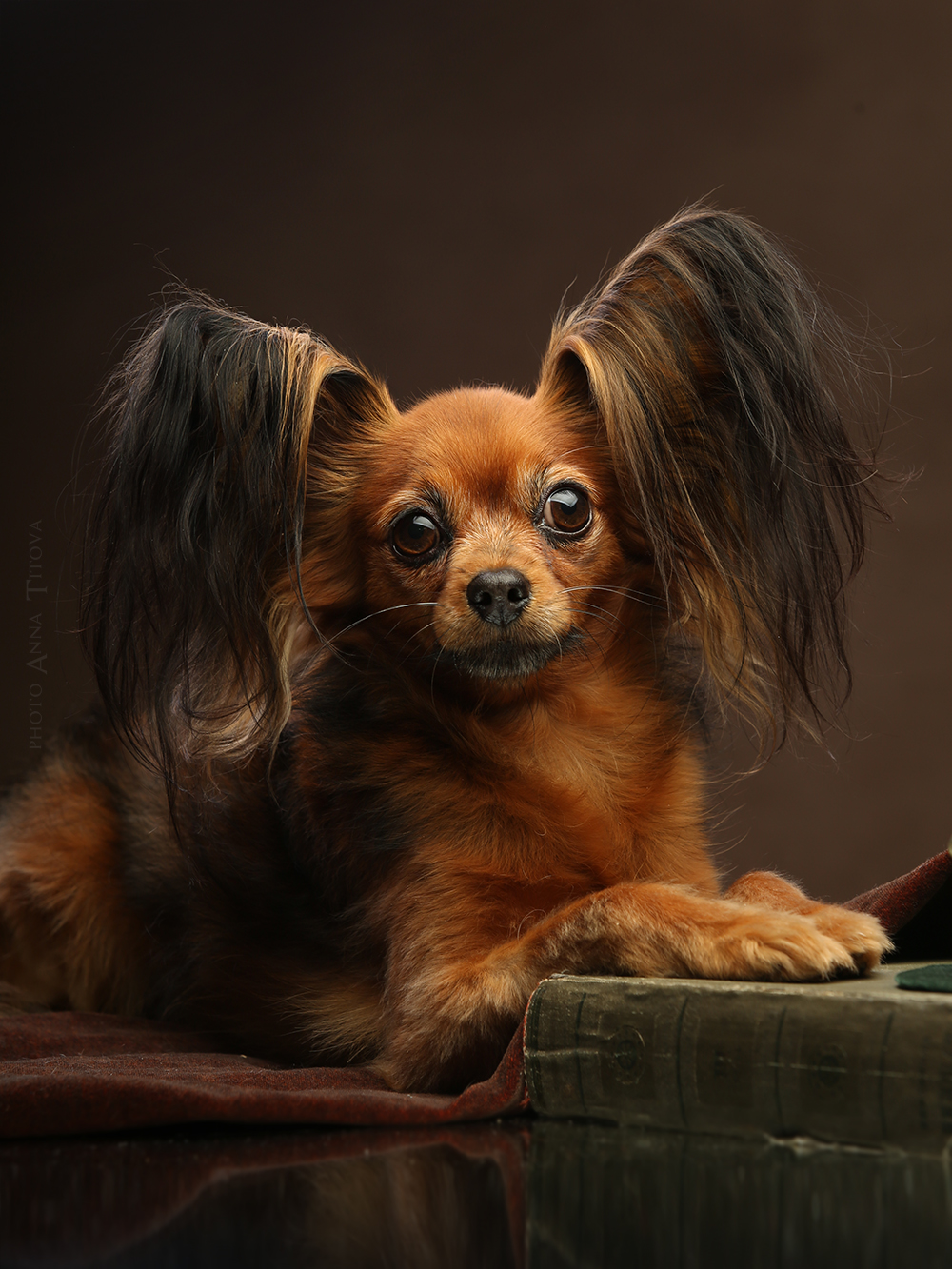
Рыжий с чернью

## Характер
Чрезвычайно энергичная, активная и игривая собака, очень преданная и ласковая к хозяину. Отлично ладит со всеми окружающими. Обладает достаточно лабильной психикой и подвержена стрессам, поэтому не подходит для содержания рядом с шумными и крикливыми детьми.
Собака породы русский той — типичный «звонок». Это объясняется её активностью и темпераментом, частично сходным с терьерами, хотя Международная Кинологическая Федерация (FCI), условно признав породу, не усмотрела в ней признаков терьера, и именно потому из названия породы была убрана приставка «терьер».

## Содержание и уход
Русский той считается собакой, не требующей особого ухода. Это типичная «городская собака», она подходит для содержания в квартире, хорошо приучается к туалету в лотке. Не нуждается в частом купании. Собаку можно не выгуливать в плохую погоду. Длинношёрстных собак нужно регулярно расчёсывать частым гребешком.

## Здоровье
Маленькая собака с изящным костяком, русский той подвержен многим видам механических, вирусных и температурных воздействий. При правильном содержании практически не болеют.
Породная предрасположенность к болезням (наиболее проблемные органы): зубы, костная система, кожа, поджелудочная железа, сердце:
- В полугодовалом возрасте у собаки начинают меняться зубы. Коренные зубы вырастают, но иногда молочные зубы сами не выпадают, необходимо удалить их при помощи ветеринара;
- Также у собаки очень неразвитое чувство сытости, поэтому нельзя перекармливать собаку или оставлять еду в свободном доступе для собаки.
- У русского тоя хрупкие и тонкие кости, поэтому надо следить, чтобы собака не прыгала или не падала с высоты более 0,4 метра. Не рекомендуется поднимать собаку на поверхности, которые расположены выше, чем она может запрыгнуть сама;
- Следует оберегать собаку от непосредственных контактов с собаками крупных пород, так как тои не чувствуют своего размера и, соответственно, не воспринимают себя как более мелкое и более слабое животное перед более крупным соперником, то есть не способны соизмерять силу. Особенно это касается кобелей, которые, в силу своего породного темперамента, могут вызывать «помериться силой» кобелей гораздо крупнее себя, тем самым подвергая себя опасности.